# Tabaré (epopeya)
Tabaré es un poema épico de Juan Zorrilla de San Martín considerado como la epopeya nacional del Uruguay, compuesto de 4.736 versos divididos en diez cantos,  conformado por versos endecasilábicos, pentasilábicos y heptasilábicos.
El poeta canta la epopeya de una raza. Pero, a la vez, la historia de esa raza está expresada líricamente; de allí que el género de la obra sea épico-lírico. Algunas escenas en que aparecen diálogos entre los personajes, junto con la descripción del marco escenográfico, acercan la composición al género dramático, ya que serían de fácil representación.
Fue publicado por primera vez en 1888 por la editora Barreiro y Ramos; el autor lo había escrito durante el destierro impuesto por el dictador Máximo Santos.

## Generalidades
Trata del idilio amoroso del indio Tabaré y la española Blanca teniendo como fondo la dura guerra trabada entre castellanos y charrúas en el territorio del actual Uruguay en el final del siglo XVI. Es considerada como una de las joyas de la literatura en lengua española.
Se deben trazar elementos líricos e idiomáticos usados en esta composición, que aparecieron anteriormente en el poema La leyenda patria.
En cuanto a las influencias, existe un gran número de autores que formaron parte del proceso creativo de Tabaré; entre ellos se puede citar a: Virgilio, Münch-Bellinghausen, Cervantes, Shakespeare, Homero, Esquilo, Bécquer, Goethe, Schiller y Ossian.
En Autocritíca, uno de los paratextos del Tabaré, el autor expresa:

"La fábula de mi poema, como concebida que fue a los veinte años, es infantil; tan infantil como su versificación, llena de candores e ingenuidades, que hoy no escribiría, por cierto, pero que me parecen en extremo amables y dignas de indulgencia, como si lo fueran de un niño que vivió conmigo, y a quien yo quise con predilección".

La intención de la obra es narrar el antagonismo entre dos mundos diferentes: el del charrúa y el del español. Cabe destacar que de este enfrentamiento no surge una unión armónica entre ambas razas, sino que una de ellas —la indígena— cae vencida y muere. De la lectura de Javier García Méndez, se desprende que la obra pone en evidencia el "carácter indomable del indio" recurriendo al léxico alusivo, al uso de palabras como "coraje" y "determinación". Los indios son comparados con bestias y por esta razón el empleo de la voz se ve sustituido por gritos adjetivados como "ronco", "feroz", "estridente" o "salvaje".
En este escenario, es pertinente, retomar la idea que plantea el antropólogo Darcy Ribeiro acerca de la falta de interés sobre la historia de los autóctonos en la construcción identitaria del país. Tabaré es, para muchos lectores, la representación del indio. Este concepto es en su génesis erróneo, dado que la fuente de inspiración de Juan Zorrilla de San Martín es una leyenda de los indios boras facilitada por el Padre Enrich durante su época como estudiante de derecho en Chile.
El autor tiene en su pluma un claro objetivo: el de colaborar con la construcción del proceso fundacional, y es por eso que concibe una obra que combina diferentes elementos personales, sociales e históricos, entre ellos, el culto a su madre, personificada en Blanca, la extinción de una raza, la raza charrúa, y la transfiguración del paisaje y del tiempo histórico en pos de una mirada romántica.

## Personajes
- Caracé, cacique indígena
- Magdalena, española secuestrada por los indios
- Tabaré, hijo de estos dos, mestizo de ojos azules
- Gonzalo de Orgaz, capitán de una nueva expedición española
- Blanca, hermana del anterior
- Yamandú, cacique indígena que rapta a Blanca

## Autocrítica de Tabaré
En Autocrítica, Juan Zorrilla de San Martín escribe un ensayo para comentar el proyecto del compositor español Tomás Bretón de verter las estrofas del poema Tabaré al lenguaje musical, propósito que realizó el autor de Garín haciendo, en lo que al libreto se refiere, una adaptación personal de los versos del poeta.
Se puede deducir que lo que propuso el autor al escribir este ensayo fue tomar pretexto del tema para realizar la autocrítica de su poema, que fue conocida por los lectores en 1888.